# ألفرد كارسون
ألفرد كارسون (بالإنجليزية: Alfred Carson)‏ هو صحفي أسترالي، ولد في 7 نوفمبر 1859، وتوفي في 24 أغسطس 1944.